# Драговољићи
Драговољићи је насеље у општини Никшић у Црној Гори. Према попису из 2003. било је 392 становника (према попису из 1991. било је 437 становника).
Овде се налази Манастир Драговољићи.

## Демографија
У насељу Драговољићи живи 301 пунолетни становник, а просечна старост становништва износи 37,2 година (35,2 код мушкараца и 39,4 код жена). У насељу има 94 домаћинства, а просечан број чланова по домаћинству је 4,17.
Становништво у овом насељу веома је хетерогено, а у последња три пописа, примећен је пад у броју становника.
|  |

| Демографија | Демографија | Демографија |
| Година      | Становника  | Становника  |
| ----------- | ----------- | ----------- |
|             |             |             |
|             |             |             |
|             |             |             |
|             |             |             |
| 1948.       | 536         |             |
| 1953.       | 582         |             |
| 1961.       | 674         |             |
| 1971.       | 581         |             |
| 1981.       | 500         |             |
| 1991.       | 437         | 437         |
| 2003.       | 392         | 392         |
|             |             |             |

| Етнички састав према попису из 2003.‍ | Етнички састав према попису из 2003.‍ | Етнички састав према попису из 2003.‍ | Етнички састав према попису из 2003.‍ | Етнички састав према попису из 2003.‍ |
| ------------------------------------ | ------------------------------------ | ------------------------------------ | ------------------------------------ | ------------------------------------ |
|                                      |                                      |                                      |                                      |                                      |
| Црногорци                            | Црногорци                            |                                      | 207                                  | 52,80%                               |
| Срби                                 | Срби                                 |                                      | 156                                  | 39,79%                               |
| Југословени                          | Југословени                          |                                      | 2                                    | 0,51%                                |
| непознато                            | непознато                            |                                      | 5                                    | 1,27%                                |

| Година пописа     | 1948. | 1953. | 1961. | 1971. | 1981. | 1991. | 2003. |
| ----------------- | ----- | ----- | ----- | ----- | ----- | ----- | ----- |
| Број домаћинстава | 103   | 119   | 130   | 107   | 119   | 99    | 94    |

| Број чланова      | 1  | 2  | 3 | 4  | 5  | 6  | 7  | 8 | 9 | 10 и више | Просек |
| ----------------- | -- | -- | - | -- | -- | -- | -- | - | - | --------- | ------ |
| Број домаћинстава | 94 | 10 | 8 | 14 | 21 | 19 | 15 | 3 | 3 | 0         | 1      |

| Пол    | Укупно | Неожењен/Неудата | Ожењен/Удата | Удовац/Удовица | Разведен/Разведена | Непознато |
| ------ | ------ | ---------------- | ------------ | -------------- | ------------------ | --------- |
| Мушки  | 171    | 89               | 76           | 2              | 0                  | 4         |
| Женски | 155    | 48               | 76           | 25             | 0                  | 6         |
| УКУПНО | 326    | 137              | 152          | 27             | 0                  | 10        |

| Пол    | Укупно                    | Пољопривреда, лов и шумарство | Рибарство                            | Вађење руде и камена | Прерађивачка индустрија       |
| ------ | ------------------------- | ----------------------------- | ------------------------------------ | -------------------- | ----------------------------- |
| Мушки  | 72                        | 3                             | 0                                    | 24                   | 21                            |
| Женски | 16                        | 0                             | 0                                    | 1                    | 2                             |
| УКУПНО | 88                        | 3                             | 0                                    | 25                   | 23                            |
| Пол    | Производња и снабдевање   | Грађевинарство                | Трговина                             | Хотели и ресторани   | Саобраћај, складиштење и везе |
| Мушки  | 1                         | 6                             | 4                                    | 0                    | 2                             |
| Женски | 0                         | 0                             | 3                                    | 2                    | 0                             |
| УКУПНО | 1                         | 6                             | 7                                    | 2                    | 2                             |
| Пол    | Финансијско посредовање   | Некретнине                    | Државна управа и одбрана             | Образовање           | Здравствени и социјални рад   |
| Мушки  | 1                         | 0                             | 5                                    | 4                    | 0                             |
| Женски | 1                         | 0                             | 2                                    | 2                    | 2                             |
| УКУПНО | 2                         | 0                             | 7                                    | 6                    | 2                             |
| Пол    | Остале услужне активности | Приватна домаћинства          | Екстериторијалне организације и тела | Непознато            | Непознато                     |
| Мушки  | 1                         | 0                             | 0                                    | 0                    | 0                             |
| Женски | 0                         | 0                             | 0                                    | 1                    | 1                             |
| УКУПНО | 1                         | 0                             | 0                                    | 1                    | 1                             |

## Галерија
- Конак у селу Драговољићи у непосредној близини цркве Светог Спаса (фотографисано 2005.)